# Daigo Watanabe
Daigo Watanabe (渡邉 大剛 Watanabe Daigo?, nacido el 3 de diciembre de 1984 en Nagasaki) es un futbolista japonés que se desempeña como centrocampista.

## Trayectoria

### Clubes
| Club              | País          | Año         |
| ----------------- | ------------- | ----------- |
| Kyoto Sanga FC    | Japón         | 2003 - 2010 |
| Omiya Ardija      | Japón         | 2011 - 2015 |
| Busan IPark       | Corea del Sur | 2016        |
| Kamatamare Sanuki | Japón         | 2016 -      |

## Estadística de carrera

### J. League
| Club               | Año   | J. League | J. League | Copa J. League | Copa J. League | Total | Total |
| Club               | Año   | Part.     | Goles     | Part.          | Goles          | Part. | Goles |
| ------------------ | ----- | --------- | --------- | -------------- | -------------- | ----- | ----- |
| Kyoto Purple Sanga | 2003  | 0         | 0         | 0              | 0              | 0     | 0     |
| Kyoto Purple Sanga | 2004  | 18        | 0         | -              | -              | 18    | 0     |
| Kyoto Purple Sanga | 2005  | 4         | 0         | -              | -              | 4     | 0     |
| Kyoto Purple Sanga | 2006  | 18        | 0         | 5              | 1              | 23    | 1     |
| Kyoto Sanga FC     | 2007  | 47        | 3         | -              | -              | 47    | 3     |
| Kyoto Sanga FC     | 2008  | 34        | 3         | 5              | 1              | 39    | 4     |
| Kyoto Sanga FC     | 2009  | 20        | 2         | 6              | 0              | 26    | 2     |
| Kyoto Sanga FC     | 2010  | 28        | 1         | 5              | 0              | 33    | 1     |
| Omiya Ardija       | 2011  | 23        | 1         | 2              | 0              | 25    | 1     |
| Omiya Ardija       | 2012  | 31        | 3         | 5              | 1              | 36    | 2     |
| Omiya Ardija       | 2013  | 33        | 5         | 4              | 0              | 37    | 5     |
| Omiya Ardija       | 2014  | 27        | 1         | 5              | 0              | 32    | 1     |
| Omiya Ardija       | 2015  | 34        | 2         | -              | -              | 34    | 2     |
| Kamatamare Sanuki  | 2016  | 19        | 1         | -              | -              | 19    | 1     |
| Kamatamare Sanuki  | 2017  | 38        | 2         | -              | -              | 38    | 2     |
| Total              | Total | 374       | 24        | 37             | 3              | 411   | 27    |